# Ctenactis
Ctenactis Verrill, 1864 è un genere di madrepore appartenente alla famiglia Fungiidae.

## Descrizione
Comprende specie che vivonono adagiate sui fondali senza essere fissate al substrato. Possono essere considerati come organismi solitari con molteplici bocche o come organismi coloniali.

## Distribuzione e habitat
L'areale del genere si estende dal mar Rosso, attraverso l'oceano Indiano, sino al versante occidentale dell'oceano Pacifico.

## Tassonomia
Il genere comprende le seguenti specie:
- Ctenactis albitentaculata Hoeksema, 1989
- Ctenactis crassa (Dana, 1846)
- Ctenactis echinata (Pallas, 1766)